# ميلستريت
ميلستريت هي بلدة تقع في مقاطعة كورك في جمهورية أيرلندا، يبلغ عدد سكانها 1555 نسمة بحسب إحصاء عام 2016. استضافت البلدة مسابقة الأغنية الأوروبية 1993.